# 4531 Asaro
4531 Asaro eller 1985 FC är en asteroid i huvudbältet som upptäcktes den 20 mars 1985 av den amerikanska astronomen Carolyn S. Shoemaker vid Palomar-observatoriet. Den är uppkallad efter Frank Asaro.
Asteroiden har en diameter på ungefär 2 kilometer och den tillhör asteroidgruppen Hungaria.